# دانيال براغ
دانيال براغ (بالإنجليزية: Daniel Bragg)‏ هو لاعب كرة قدم أسترالي، ولد في 3 أغسطس 1992 في سيدني في أستراليا. لعب مع سيدني تايغرز وغولد كوست يونايتد ونادي بلاكتاون سيتي ونادي سيدني يونايتد 58.

## وصلات خارجية
- دانيال براغ على موقع قاعدة بيانات كرة القدم.إي يو (الإنجليزية)
- دانيال براغ على موقع عالم كرة القدم.نت (الإنجليزية)